# پایگاه هوایی رشید
پایگاه هوایی الرشید، پایگاه مهم نیروی هوایی عراق در جنوب شرق حومه بغداد در استان دیاله، عراق است. این پایگاه، در جنوب شرقی بغداد قرار دارد و طول باند آن ۸۳۰۰ فوت است. در زمان جنگ خلیج فارس، این پایگاه دارای ده شلتر هواپیما محکم‌سازی شده بود. هم‌اکنون گردان ۱۰۹ نیروی هوایی عراق که هواپیماهای سوخو ۲۵ را پرواز می‌دهد در این پایگاه مستقر است.

## تاریخچه

### نیروی هوایی سلطنتی بریتانیا
پایگاه هوایی الرشید در اصل یک پایگاه نظامی انگلیسی و فرودگاه بود که پس از جنگ جهانی اول و از سال ۱۹۲۲ ساخته شد و راف هینادی نامیده شد. هنگامی که بریتانیایی‌ها پایگاه جدیدتر خود را با نام راف دیبان ساختند (در اول مارس ۱۹۳۸) این پایگاه به راف هابانیا تغییر نام داده شد. از سال ۱۹۳۶ نیروی هوایی بریتانیا شروع به تخلیه این پایگاه کردند تا سرانجام در سال ۱۹۳۸ این پایگاه، به نیروی هوایی سلطنتی عراق تحویل داده شد.

### جنگ ایران و عراق
این پایگاه هوایی در طی عملیات کمان ۹۹ در دومین روز از جنگ ایران و عراق در سال ۱۹۸۰، یک روز پس از حمله عراق به ایران، توسط نیروی هوایی ایران بمباران شد و به مدت ۶۹ روز غیر عملیاتی ماند.

### استفاده ارتش عراق تا پیش از ۲۰۰۳
تیپ اطلاعات نظامی عراق در همین پایگاه مستقر بود که شامل گردان واکنش سریع برای پاسخ به تهدیدات امنیتی در بغداد بود. در اوایل سال ۱۹۹۸ گردان ششم گارد ریاست جمهوری عراق مستقر در الرشید مسئول اتمام ناآرامی‌های شیعیان در «شهرک صدام» شدند و آن‌ها با بمبارانی بی‌امان، مشابه سرکوب ناآرامی‌ها در نجف در سال ۱۹۹۱، معترضان را در هم کوبیدند.

### حمله به عراق در سال ۲۰۰۳
در ۳۱ مارس سال ۲۰۰۳ هواپیماهای جنگی آمریکایی، به بمباران پادگان اصلی مرکز آموزش نیروهای شبه‌نظامی در شرق بغداد در منطقه رستمیه دست زدند. طی حمله ۲۰۰۳ به عراق در  همان سال، پایگاه تصرف شد.
در اواسط ماه مارس ۲۰۰۳ واحد ساخت و ساز نیروهای گردان تفنگداران نیروی دریایی ایالات متحده (سی بیز "Seabees") به پایگاه هجوم بردند. سی بیز اردوگاهی را در ورزشگاه ورزشی نظامی بر پار کردند.

### استفاده توسط نیروی هوایی عراق
بین سال‌های ۲۰۰۴ و ۲۰۰۹ آشیانه جدیدی در قسمت غربی پایگاه ساخته شد.
در هفته‌های پس از حمله داعش به شمال عراق، ایران مرکز کنترل ویژه‌ای در پایگاه هوایی رشید در بغداد به راه انداخت و پرواز یک ناوگان کوچک از هواپیماهای بدون سرنشین تجسسی ابابیل را بر فراز عراق آغاز نمود. گزارش شده یک واحد ایرانی پردازش سیگنال‌های اطلاعات نیز در فرودگاه مستقر شده تا به رهگیری ارتباطات الکترونیکی میان پیکارجویان داعش و فرماندهانش بپردازد.
اسکادران ۱۰۹ نیروی هوایی عراق نیز از این پایگاه برای پرواز هواپیماهای سوخو ۲۵ استفاده می‌کند.